# Plainville (Connecticut)
Pour les articles homonymes, voir Plainville.
Plainville est une ville située dans le comté de Hartford, dans l'État du Connecticut, aux États-Unis. Selon le recensement de 2010, Plainville avait une population totale de 17 716 habitants.

## Géographie
Selon le Bureau du Recensement des États-Unis, la superficie de la municipalité est de 9,78 milles carrés (25,33 km2), dont 9,71 milles carrés (25,15 km2) de terres et 0,07 milles carrés (0,18 km2) de plans d'eau (soit 0,71 %).

## Histoire
Plainville devient une municipalité en 1869. Elle est alors située dans la grande plaine de Farmington (en anglais : Great Plain of Farmington).

## Démographie
D'après le recensement de 2000, il y avait 17 328 habitants, 7 385 ménages, et 4 645 familles dans la ville. La densité de population était de 685,5 hab/km2. Il y avait 7 707 maisons avec une densité de 304,9 maisons/km2. La décomposition ethnique de la population était : 93,52 % blancs ; 2,25 % noirs ; 0,17 % amérindiens ; 1,67 % asiatiques ; 0,01 % natifs des îles du Pacifique ; 1,19 % des autres races ; 1,19 % de deux ou plus races. 3,57 % de la population était hispanique ou Latino de n'importe quelle race.
Il y avait 7 385 ménages, dont 26,3 % avaient des enfants de moins de 18 ans, 49,4 % étaient des couples mariés, 10,0 % avaient une femme qui était parent isolé, et 37,1 % étaient des ménages non-familiaux. 31,5 % des ménages étaient constitués de personnes seules et 10,4 % de personnes seules de 65 ans ou plus. Le ménage moyen comportait 2,32 personnes et la famille moyenne avait 2,93 personnes.
Dans la ville la pyramide des âges était 21,2 % en dessous de 18 ans, 6,7 % de 18 à 24, 32,0 % de 25 à 44, 24,8 % de 45 à 64, et 15,2 % qui avaient 65 ans ou plus. L'âge médian était 40 ans. Pour 100 femmes, il y avait 95,4 hommes. Pour 100 femmes de 18 ans ou plus, il y avait 93,1 hommes.
Le revenu médian par ménage de la ville était 48 136 dollars US, et le revenu médian par famille était $60 586. Les hommes avaient un revenu médian de $41 541 contre $31 281 pour les femmes. Le revenu par habitant de la ville était $23 257. 5,1 % des habitants et 4,2 % des familles vivaient sous le seuil de pauvreté. 4,2 % des personnes de moins de 18 ans et 5,5 % des personnes de plus de 65 ans vivaient sous le seuil de pauvreté.
| 1870  | 1880  | 1890  | 1900  | 1910  | 1920  |
| ----- | ----- | ----- | ----- | ----- | ----- |
| 1 433 | 1 930 | 1 993 | 2 189 | 2 882 | 4 114 |

| 1930  | 1940  | 1950  | 1960   | 1970   | 1980   |
| ----- | ----- | ----- | ------ | ------ | ------ |
| 6 301 | 6 935 | 9 994 | 13 149 | 16 733 | 16 401 |

| 1990   | 2000   | 2010   | - | - | - |
| ------ | ------ | ------ | - | - | - |
| 17 392 | 17 328 | 17 716 | - | - | - |